# بقعتوتا
بقعتوتة أو بقعتوتا هي بلدة لبنانية تقع في قضاء كسروان أحد أقضية محافظة جبل لبنان. وتعدّ مدينة جونيه عاصمة القضاء.